# Lago Saint Clair
El lago Saint Clair (en inglés: Lake Saint Clair/St. Clair, en francés: lac Sainte-Claire) es un lago de Norteamérica que sirve como frontera entre el estadounidense estado de Míchigan y la canadiense provincia de Ontario. El lago St. Clair, y los ríos St. Clair y Detroit, sirven como enlace entre el lago Hurón al norte y el lago Erie al sur.
El lago forma parte del sistema fluvial del río San Lorenzo, el colector de los Grandes Lagos (que estaría formado por la siguiente sucesión de ríos y lagos: río North → río Saint Louis → lago Superior → río St. Marys → lago Hurón → río Sainte-Claire → lago Sainte-Claire → río Detroit → lago Erie → río Niagara → lago Ontario → río San Lorenzo → estuario de San Lorenzo). El lago forma parte también de la vía navegable de los Grandes Lagos.

## Historia
El 12 de agosto de 1679, día de la fiesta de Clara de Asís, una expedición de René Robert Cavelier de La Salle bautizó el lago St. Clair (Santa Clara) en reconocimiento a la santa italiana.

## Geografía
El lago Hurón desemboca en el río St. Claire entre Port Huron, en Míchigan y Sarnia en Ontario, el río cruza el lago St. Claire y desemboca por el río Detroit en el lago Erie.
El lago, cuya superficie es de 1.114 km², tiene una profundidad media de 3 m y alcanza una profundidad máxima de 6,4 m.
Hoy el lago es una zona turística para la gente en verano, especialmente para los residentes de la región metropolitana de Detroit. En la costa del suroeste, a lo largo de las ricas comunidades de Punta Grande, está prohibido el acceso a la playa para los no residentes. Hacia el norte en las costas de los condados de Macomb y St. Clair, hay playas públicas que son muy visitadas durante el verano.
Varias especies de peces de agua dulce de América del Norte se puede encontrar en el lago. Las especies apreciadas por los pescadores son los bagres, el lucio, la perca el salmón, el esturión y la trucha.